# Nació Chickasaw
La Nació Chickasaw és una tribu reconeguda federalment formada per la nació ameríndia situada a Oklahoma. Es tracta d'un dels membres de la Cinc Tribus Civilitzades. La Nació Chickasaw es va crear després que els chickasaw fossin desplaçats per la força pel govern federal dels EUA a Territori Indi en la dècada de 1830 per la Indian Removal Act. La seva eliminació va ser part d'un esforç més gran del govern federal per reubicar pobles indígenes americans des de la banda est del riu Mississipi; al sud-est, aquests van ser les nacions cherokee, creek, seminola, chickasaw i choctaws. El trasllat fou conegut com el "Camí de les Llàgrimes".

## Govern
La Nació Chickasaw té la seu a Ada (Oklahoma). La seva àrea de jurisdicció tribal aplega els comtats de Bryan, Carter, Coal, Garvin, Grady, Jefferson, Johnston, Love, McClain, Marshall, Murray, Pontotoc i Stephens a Oklahoma. El seu governador tribal és Bill Anoatubby.
El governador Bill Anoatubby nomenà Charles W. Blackwell primer ambaixador de la Nació Chickasaw en els Estats Units en 1995. (Blackwell havia servit prèviament com a delegat Chickasaw als Estats Units des de 1990 fins a 1995). En el moment del seu nomenament, el 1995, Blackwell va esdevenir el primer ambaixador tribal amerindi al govern dels Estats Units. Blackwell serví a Washington com a ambaixador des de 1995 fins a la seva mort el 3 de gener de 2013.

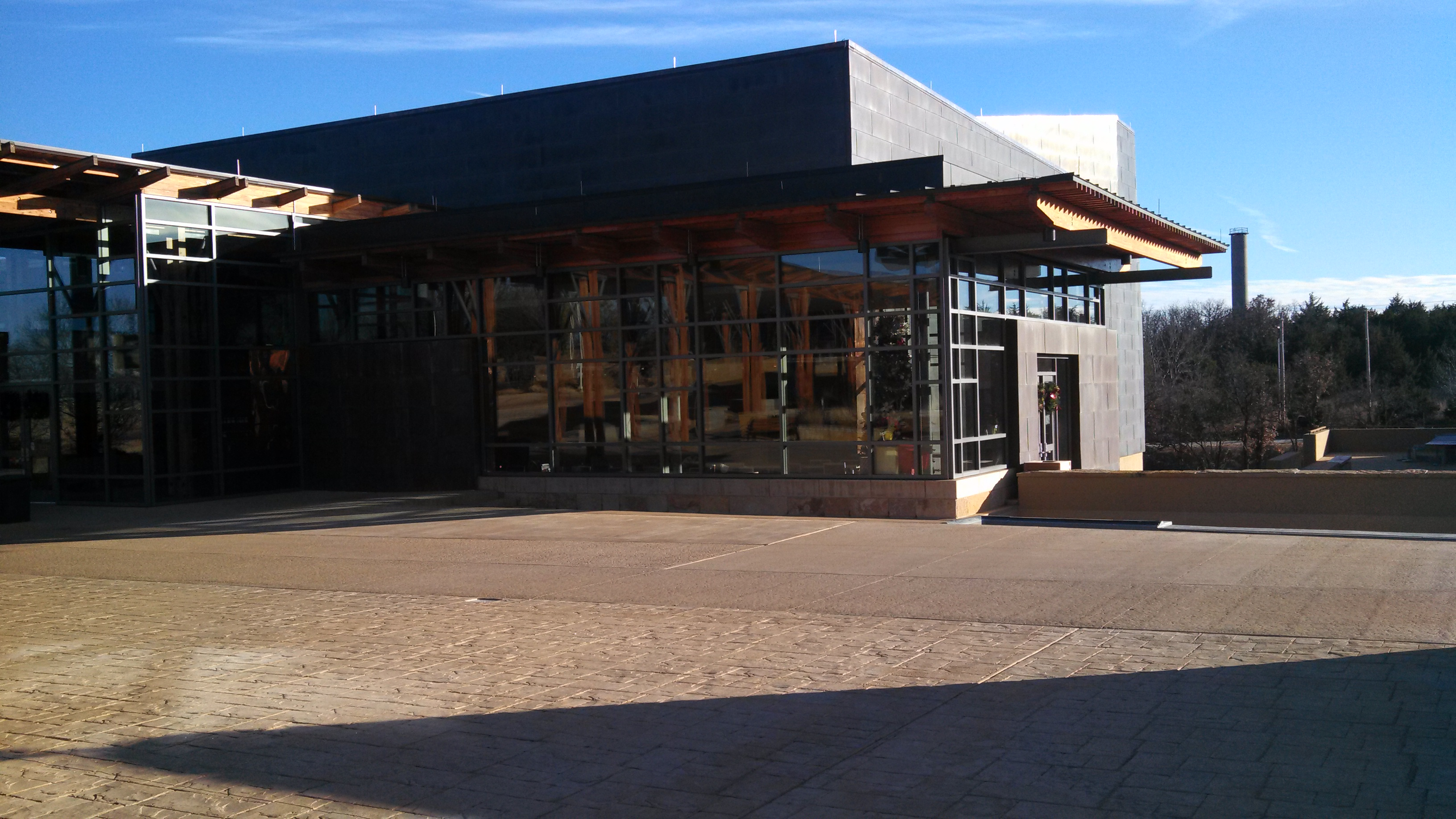
Centre Cultural Chickasaw

## Desenvolupament econòmic
La tribu posseeix 18 casinos, dues sales de bingo, 18 botigues tribals de fum, set punts de venda de combustible de motor, i dues parades de camions. També són gestionen Bedré Fine Chocolate a Pauls Valley, Lazer Zone Family Fun Center a Ada; WinStar Inn i Suites and Golf Course a Thackerville; Solara Healthcare a Westlake (Texas); Chickasaw Nation Industries a Norman, Oklahoma; Global Gaming Solutions, LLC; les estacions de ràdio KADA (AM), KADA-FM, KCNP, KTLS, KXFC, i KYKC a Ada; i Treasure Valley Inn and Suites a Davis. El seu impacte econòmic tribal anual estimat és de més de 13.900 milions de dòlars. A més, la Nació Chickasaw opera els llocs i museus històrics, com el Centre Cultural Chickasaw, Capitoli de la Nació Chickasaw, i Kullihoma Grounds.
Llur casinos inclouen Ada Gaming Center, Chisholm Trail Casino, Gold Mountain Casino, Newcastle Casino, Riverwind Casino, Treasure Valley Casino, SaltCreek Casino, i WinStar World Casino. També posseeixen el Lone Star Park a Grand Prairie (Texas) i Remington Park Casino a Oklahoma City.

## Història
Hernando de Soto és acreditat com el primer europeu que contactà amb els chikasaw durant el seu viatge en 1540. Va descobrir que tenien una societat agrària amb un sofisticat sistema de govern, amb les seves pròpies lleis i religió que vivien a les ciutats.
En 1797 el bisbe Abraham de New Haven va fer una avaluació general de la tribu i dels seus límits territorials, que va escriure
| « | Els chickasaws són una nació d'indis que habiten el país al costat est del Mississipi, en les branques principals dels rius Tombeckbe (sic), Mobille (sic) i Yazoo. El seu país és una extensa plana, tolerablement ben regada per les deus, i un bon sòl. Tenen set pobles, i el seu nombre de guerrers s'estima en 575. | » |

Durant la deportació dels amerindis en la dècada de 1830, el govern dels Estats Units assigna primer als chickasaw una part del Territori Indi a l'oest del riu Mississipi controlat per la Nació Choctaw; la seva àrea a la zona occidental del país va ser anomenada Districte Chickasaw. Consistia en els comtats de Panola, Wichita, Caddo, i Perry.
Encara que originalment el límit occidental de la Nació Choctaw es va estendre al meridià 100º, pràcticament cap chickasaw va viure a l'oest de Cross Timbers, a causa del saqueig continu pels indis de les planes de la regió sud. Els Estats Units finalment van llogar l'àrea compresa entre els 100"."
La divisió de la Nació Choctaw fou ratificada pel Tractat Choctaw-Chickasaw de 1854. La constitució que establia la nació Chickasaw com a separada dels choctaws fou signada el 30 d'agost de 1856 al nou Capitoli de Tishomingo (ara Tishomingo (Oklahoma)). El primer governador chickasaw fou Cyrus Harris. La nació consistia en cinc divisions: els comtats de Tishomingo, Pontotoc, Pickens i Ponola. El compliment de la llei fou encarregat als Lighthorse chickasaw, encara que els no indis queien sota la jurisdicció de la cort federal a Fort Smith.
Després de la Guerra Civil els Estats Units va obligar els Chickasaw a nous tractats de pau a causa de l'ajuda de moltes de les cinc tribus civilitzades a la Confederació. En virtut del nou tractat, els chickasaw (i choctaw) van cedir el "Districte Arrendat" als Estats Units. El 1868 el chickasaw Montford T. Johnson, amb l'ajuda de Jesse Chisholm, es va assegurar un acord amb les tribus de les planes d'establir un ranxo en el nou límit occidental de la Nació. El seu ranxo mai va ser aplanadaocupat encara que sovint era amenaçat. Ell i la seva família van ser els únics habitants permanents de la zona fins a l'assentament d'Oklahoma després d'haver estat admesa com a estat.
Sota la llei de Dawes la Nació Chickasaw es va dissoldre i les funcions governamentals foren transferides al govern federal abans de la condició d'Estat, per acord negociat amb la Comissió Dawes. Després de la desintegració de la nació, el Chickasaw es van convertir en ciutadans dels Estats Units. Els Estats Units van assignar la terra comunal en parcel·les per a habitatges individuals dels usuaris registrats. La terra sobrant es va declarar "excedent" i es posà a la venda a persones no indígenes, pel que van perdre gran part de les seves terres tribals.
A la segona meitat del segle XX els chickasaw reorganitzaren el seu govern tribal. Van adoptar una nova constitució el 27 d'agost de 1983 per gestionar els seus afers de negocis.

## Notables ciutadans de la Nació Chickasaw
- Bill Anoatubby, Governador de la Nació Chickasaw des de 1987
- Jack Brisco i Gerry Brisco, equip de "wrestling"
- Charles David Carter, Congressista dels Estats Units per Oklahoma pel Partit Demòcrata[7]
- Travis Childers, Congressista dels Estats Units per Mississipi
- Tom Cole, Congressista dels Estats Units per Oklahoma pel Partit Republicà
- Hiawatha Estes, arquitecte
- John Herrington, astronauta; primer amerindi en viatjar a l'espai
- Linda Hogan, escriptora resident en la Nació Chickasaw
- Overton James, Governador de la Nació Chickasaw (1963-1987)
- Douglas H. Johnston, governador de la Nació Chickasaw 1898-1902 i 1904-1939
- Neal McCaleb, polític i enginyer civil
- Jerod Impichchaachaaha' Tate, compositor i pianista
- Mary Frances Thompson, coneguda com a Te Ata Fisher, contista i actriu[8]